# 561490 Tonyforward
561490 Tonyforward è un asteroide della fascia principale. Scoperto nel 2011, presenta un'orbita caratterizzata da un semiasse maggiore pari a 2,5733840 au e da un'eccentricità di 0,1947550, inclinata di 10,41156° rispetto all'eclittica.